# Perspectives tunisiennes
Perspectives tunisiennes, aussi connues sous l'appellation de Perspectives ou du mouvement d'El Amal Ettounsi (L'Ouvrier tunisien du titre de son journal), sont un mouvement politique de gauche et d'extrême gauche qui est considéré comme l'un des principaux mouvements d'opposition tunisiens dans les années 1960 et 1970.

## Histoire

### Origine
Le mouvement trouve son origine dans le milieu des étudiants tunisiens installés à Paris à la fin des années 1950 et au début des années 1960. À cette époque, la centrale syndicale étudiante, l'Union générale des étudiants de Tunisie (UGET), est dirigée par des étudiants destouriens proches du régime même si les étudiants issus des diverses tendances de gauche y prennent de plus en plus de place. La baisse de popularité du président Habib Bourguiba à la suite de la crise de Bizerte, le durcissement du régime à la suite de la tentative de complot contre le président Bourguiba en 1962 et l'interdiction du Parti communiste tunisien sont autant de conditions qui favorisent la diffusion des idées de gauche dans le mouvement étudiant tunisien. À cela s'ajoute la montée de la gauche et des mouvements tiers-mondistes à l'échelle internationale et l'adhésion grandissante des sphères étudiantes à ces idéaux.
En 1961, les étudiants tunisiens de gauche s'imposent au congrès de la section parisienne de l'UGET où ils éditent une publication, Al-Ittihad. En 1963, au onzième congrès de l'UGET, les étudiants de gauche remportent à nouveau la section mais l'urne disparaît mystérieusement et le journal du Néo-Destour, L'Action tunisienne annonce une victoire des étudiants destouriens. Comme le groupe de gauche conteste les résultats, ses membres, qui comptent entre autres Mohamed Charfi, Ahmed Smaoui et Khemaïs Chammari, sont exclus de l'UGET. Ils décident alors de former un groupe indépendant, le Groupe d'études et d'action socialiste en Tunisie (GEAST) et éditent une revue intitulée Perspectives puis Perspectives tunisiennes. Cette revue dont le premier numéro paraît en décembre 1963 va devenir le symbole de ce mouvement.

### 1963-1966: période du GEAST
Le GEAST qui est formé de militants appartenant à diverses tendances de gauche se veut indépendant de tout parti politique dans un premier temps et affirme que son objectif est de réaliser des études économiques, politiques, sociales et culturelles sur la Tunisie. Néanmoins, l'adhésion aux idéaux socialistes transparaît clairement dans les analyses de Perspectives tunisiennes et les projets de réforme que la revue propose. Le GEAST milite ainsi ouvertement pour l'indépendance de l'UGET à l'égard du régime.
En 1964, dans le village de Cherahil, près de la ville de Moknine dans le Sahel tunisien, les militants du GEAST venus initialement pour participer à un congrès de l'UGET tiennent une réunion au cours de laquelle il est décidé de délocaliser le centre de gravité de Paris pour l'installer en Tunisie. Le mouvement se structure avec un comité central et des cellules dans les diverses institutions et cités universitaires. Le financement est basé sur les dons des sympathisants et le versement par chaque militant de 4 % de son revenu. La revue Perspectives tunisiennes, diffusée clandestinement, gagne en popularité au fur et à mesure que le GEAST s'installe au sein de l'université tunisienne.
Le 15 février 1965, les étudiants tunisiens manifestent pour protester contre leurs conditions d'études. La manifestation qui regroupe entre 500 et 700 étudiants est réprimée par la police. Le GEAST qui n'a pas conduit ce mouvement le couvre largement dans l'un des numéro de Perspectives tunisiennes et accroît ainsi sa notoriété dans le milieu étudiant.
Le 14 décembre 1966, deux étudiants sont arrêtés par la police à la suite d'une altercation avec un agent de la Société nationale des transports (SNT). Cette arrestation déclenche un mouvement de protestation qui tourne à l'émeute et 200 étudiants sont arrêtés par la police ; neuf d'entre eux sont traduits en justice et condamnés, parmi eux se trouvent cinq dirigeants du GEAST. Le mouvement se radicalise alors et les slogans et articles de Perspectives tunisiennes deviennent de plus en plus critiques. En parallèle, le GEAST, qui avait déjà ouvert les pages de sa revue à des militants du Parti communiste tunisien et des trotskistes comme Gilbert Naccache, leur ouvre également la voie de l'adhésion. Le GEAST s'ouvre aussi à des nationalistes arabes et ne réfute pas ouvertement l'idée d'une adhésion de ses membres au Parti socialiste destourien (PSD) au pouvoir depuis que ce dernier s'est déclaré officiellement socialiste, même si cette idée est débattue au sein du mouvement.

### 1967-1968: période maoïste
À partir de 1966, les idées maoïstes commencent à se répandre au sein du GEAST. L'idée de révolution culturelle séduit les jeunes militants étudiants, comme c'est le cas un peu partout dans le monde. Par ailleurs, la lourde défaite des armées arabes face à Israël à la même période provoque un effondrement de l'idéologie panarabiste et les militants des courants nationalistes et arabistes trouvent dans le maoïsme un refuge idéologique. La ligne éditoriale de Perspectives tunisiennes change à partir de juin 1967. L'adhésion au parti au pouvoir est désormais révolue et l'idée d'un rassemblement des gauches abandonnée. L'idéologie révolutionnaire, la lutte contre l'impérialisme et la domination bourgeoise deviennent des rhétoriques récurrentes. Perspectives tunisiennes passe de la revue au journal.
Le mouvement change aussi de mode d'action en recourant davantage aux manifestations afin d'entrer en contact avec les classes populaires. Le 6 juin 1967, il participe à l'organisation d'une manifestation au centre de Tunis, qui part des locaux de l'UGET pour arriver à l'ambassade du Royaume-Uni et au centre culturel des États-Unis. L'un des militants, Ahmed Ben Jannet, est arrêté et condamné à vingt ans de travaux forcés par le tribunal militaire de Tunis ; 19 autres militants sont également condamnés à des peines de prison ferme. La lourde peine prononcée dissuade dans un premier temps les militants qui réinvestissent l'université. Ainsi, le 17 novembre, les militants du GEAST et du Parti communiste tunisien conduisent une grève étudiante contre la guerre du Viêt Nam. La prise de position contre cette guerre devient une constante pour les militants du GEAST avec l'adhésion au courant maoïste.
Les 10 et 11 janvier 1968, des violences secouent à nouveau l'université tunisienne avec la protestation des étudiants contre la visite du vice-président américain Hubert Humphrey. Le mouvement, dont le comité central n'est plus composé exclusivement d'étudiants, prend une part active à ce mouvement. 
En mars 1968, le GEAST se mobilise au sein de l'université mais cette fois dans le but de libérer Ben Jannet. Le comité de libération du militant lance le 13 mars un appel aux étudiants pour faire pression sur le régime : une grève de quatre jours est entamée à partir du 15 mars. Pendant la grève, les assemblées générales se multiplient et des tracts sont diffusés dans les institutions et les foyers universitaires. Le régime réagit par la répression du mouvement : les militants du GEAST, les communistes et les sympathisants des deux mouvements sont arrêtés par centaines. Après les investigations, 69 militants et quatorze communistes sont traduits devant la Cour de sûreté de l'État le 16 septembre dans ce qui est l'un des grands procès tunisiens.
Le procès se traduit par des peines allant d'amendes financières à des peines de seize ans et demi de prison. L'emprisonnement des leaders fragilise le mouvement qui est également traversé par des luttes intestines entre les tenants des diverses lignes idéologiques. Les divisions se font sentir aussi bien chez les exilés du mouvement à Paris que dans les débats entre les reclus des geôles tunisiennes.

### 1970-1975: reprise des activités
L'échec de l'expérience coopérative en Tunisie pousse le président Bourguiba à une auto-critique et une remise en cause du régime qui se traduit par une certaine ouverture. À la faveur de cette ouverture, les militants communistes et perspectivistes dont Ahmed Ben Jannet, Salah Zghidi et Khemaïs Chammari sont libérés au début de 1970. Le GEAST change de nom pour devenir Perspectives - L'Ouvrier tunisien, des noms de ses deux journaux édités en France et circulant clandestinement en Tunisie. Perspectives tunisiennes est toujours édité en français et s'adresse aux intellectuels et aux étudiants ; L'Ouvrier tunisien (El Amal Ettounsi) dont le premier numéro est paru en juillet 1969 est édité en arabe et s'adresse plutôt aux ouvriers et aux classes populaires. Ce dernier journal n'hésite pas à utiliser le dialecte tunisien pour rester au plus proche du peuple.
Jusqu'en 1972, le mouvement se cantonne à la diffusion de ses journaux où il présente des idées de gauche. Le congrès de l'UGET à Korba et la révolte étudiante du 5 février 1972 donnent au mouvement l'occasion de reprendre la contestation. Il prend aussi part aux mouvements ouvriers à l'occasion des grèves qui se multiplient dans le pays. Ainsi, L'Ouvrier tunisien s'émeut des violences policières subies par les agents de la SNT lors de la grève du 2 mai 1973. Les perspectivistes accentuent dans cette période la diffusion des tracts et le mouvement commence à attirer les classes populaires. Il réussit aussi à sortir de la capitale en installant des cellules clandestines à Bizerte, Sousse, Sfax, Gafsa et Kairouan.
Ce regain de popularité n'est pas du goût du régime, d'autant plus que le ton de L'Ouvrier tunisien est de plus en plus hostile voire violent à l'égard de Bourguiba. En 1973, la police tunisienne arrête à l'aéroport l'étudiant belge Francis Laveaux parce qu'il transporte 600 exemplaires du journal ; il est condamné à une peine de prison ferme. En août de la même année, Bourguiba, à l'occasion d'un meeting avec des travailleurs tunisiens à l'étranger, s'en prend au mouvement et qualifie ses membres de « virus ». Le discours est ressenti comme un signal par la police tunisienne qui lance une campagne d'arrestations dans les rangs des perspectivistes. Plus de 1 000 militants et sympathisants du mouvement sont arrêtés avant le mois de décembre, 205 d'entre eux sont jugés par la Cour de sûreté de l'État en compagnie de 17 militants du Groupement marxiste-léniniste tunisien (GMLT) dans un grand procès qui se tient le 5 août 1974. 
Le procès, plus connu comme étant le procès d'El Amal Ettounsi, se traduit entre autres peines par 81 condamnations par contumace à des peines de prison ferme allant de deux à douze ans, quarante condamnations à des peines de prison ferme de un à dix ans et 54 condamnations à des peines de prison avec sursis allant de un à dix ans.
Le mouvement, déjà miné par des luttes idéologiques intestines, décapité par les arrestations et soumis à rude épreuve par la répression du régime, implose en 1975 et finit par se diviser en trois groupes :
- L'Ouvrier tunisien 77 : ce mouvement adopte des idéaux maoïstes et tiers mondistes et se réconcilie avec les mouvements ouvriers et la centrale syndicale de l'Union générale tunisienne du travail ;
- L'Ouvrier tunisien la ligne réformiste : ce mouvement dirigé par Ahmed Néjib Chebbi à Paris rompt avec le maoïsme et donne naissance plus tard au Rassemblement socialiste progressiste en 1983, devenu le Parti démocrate progressiste en 2001 ;
- L'Ouvrier tunisien la ligne dure : ce mouvement reste fidèle aux idéaux maoïstes et donne plus tard naissance au Parti communiste des ouvriers de Tunisie.

## Perspectives et le bourguibisme
Pour qualifier les relations ambiguës et la position ambivalente à l'égard de Bourguiba et de son projet de société, Noureddine Ben Khedhr, l'un des fondateurs du mouvement Perspectives qualifie les perspectivistes d'« enfants illégitimes de Bourguiba ». Le mouvement s'oppose radicalement au personnage et le tourne en dérision en le qualifiant de « comédien suprême ». Bourguiba avait toléré dans un premier temps le mouvement et reconnaissait la qualité de ses publications. Dans les phases répressives, il se comporte de manière paternaliste avec les militants qu'il gracie après les avoir condamnés à la prison.
Sur le plan idéologique, le mouvement adhère au projet de société moderniste et socialisant du président, notamment sur la question de l'émancipation de la femme et de la diffusion de l'enseignement. Le mouvement adhère aussi aux positions du président sur la Palestine et les reprend dans sa Brochure jaune en 1967, où il défend un État fédéral en Palestine. En revanche, le mouvement s'oppose à la position officielle de la Tunisie en matière de politique extérieure qu'il considère comme réactionnaire et proche de l'impérialisme, notamment concernant les questions cubaine et vietnamienne.

## Figures du mouvement
Plusieurs militants de la gauche et de l'extrême gauche tunisienne sont passés par le mouvement lors de leur parcours politique :
- Noureddine Ben Khedher
- Sihem Bensedrine
- Azedine Beschaouch
- Mohamed Charfi
- Ahmed Néjib Chebbi
- Mohamed Salah Fliss
- Mustapha Khayati
- Aziz Krichen
- Gilbert Naccache
- Ahmed Smaoui